# Brenthis alaica
Brenthis alaica är en fjärilsart som beskrevs av Otto Staudinger 1886. Brenthis alaica ingår i släktet Brenthis och familjen praktfjärilar. Inga underarter finns listade i Catalogue of Life.